# Zaraisk
Zaraisk - Зарайск (rus) - és una ciutat de l'óblast de Moscou, a Rússia. Es troba a la vora dreta del riu Ossiotr, un afluent de l'Okà, a 136 km al sud-est de Moscou.

## Història

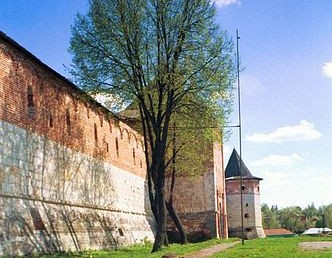
Muralla occidental del kremlin de la ciutat.

A l'edat mitjana la vila pertanyia als prínceps de Riazan i era coneguda amb el nom de Kràsnoie al segle xiii i de Novogorodok de l'Ossiotr (segles xiv i xv). A partir del 1528 la ciutat s'anomenà Zarazski Górod, d'on prové el seu nom actual. Abans del segle xx la vila era part de la gubèrnia de Riazan.
A la Rússia moscovita, Zaraisk era una de les fortaleses d'una línia fronterera constituïda per arbres caiguts, barricades, fortaleses i fossats, construïts pels russos per protegir-se dels tàtars de Crimea i de Kazan. El 1531 es construí un kremlin de pedra per substituir l'antiga ciutadella de fusta. Els tàtars no aconseguiren apoderar-se de la fortalesa en les seves expedicions del 1533, 1541 i 1570. Fou breument capturada per la Lisowczycy durant la inestabilitat del Període Tumultuós, a principis del segle xvii. El 1777 rebé l'estatus de ciutat de Caterina II.
Al segle xix la ciutat depenia sobretot del comerç de productes agrícoles. El seu declivi començà després de l'obertura d'una nova via comercial el 1847 i del ferrocarril el 1864, atès que totes dues passaven lluny de la localitat. Tanmateix, a finals del segle es desenvolupà la indústria tèxtil i de calçat. El 1870, sis anys després que es creés el ferrocarril Moscou-Riazan, quedà connectada ferroviàriament. Des del 1929 pertany a l'óblast de Moscou.

## Patrimoni

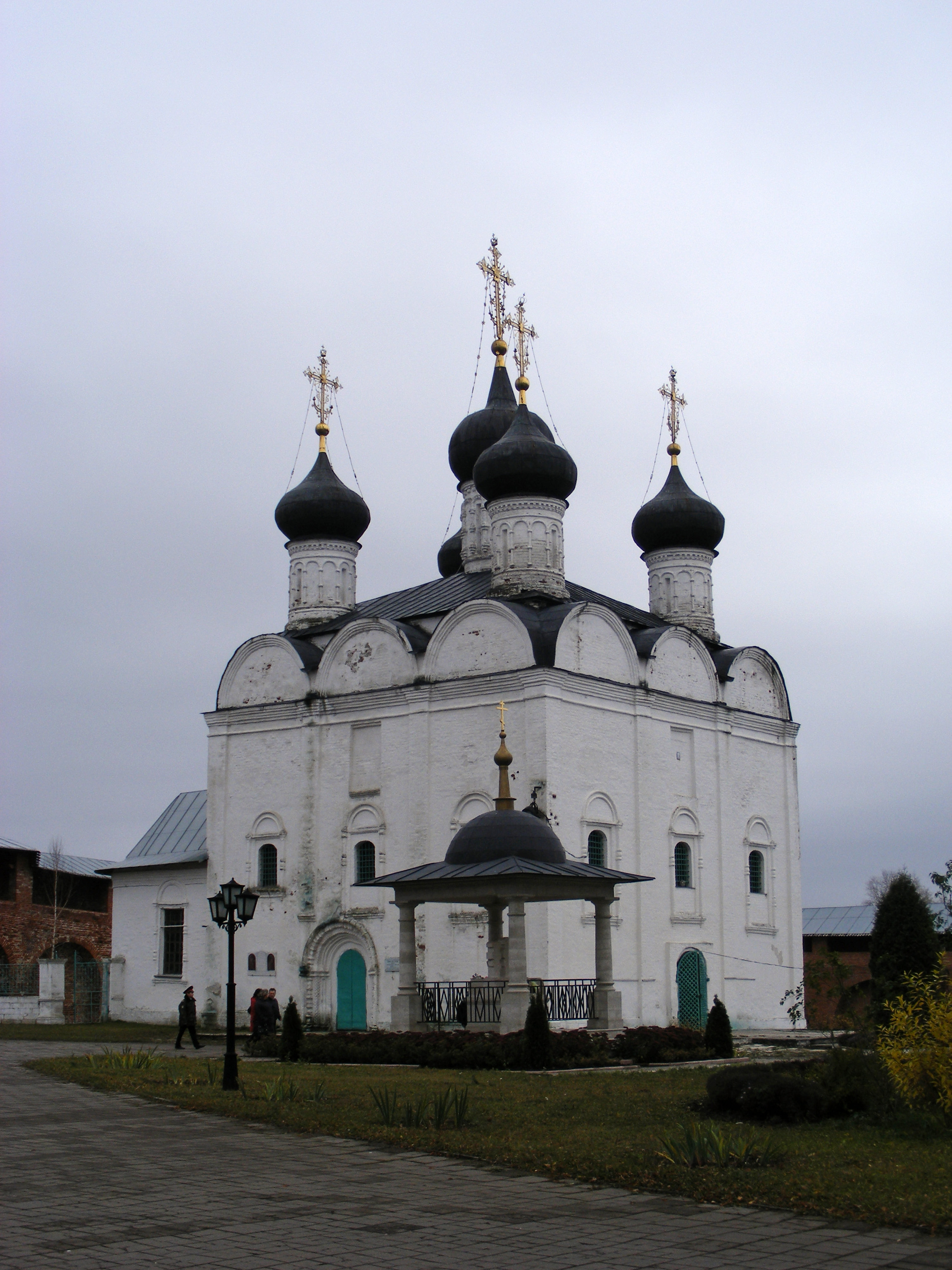
Catedral de Sant Nicolau.

El kremlin de Zaraisk ha sobreviscut i es conserva en bon estat. La ciutadella és petita i té una forma rectangular, amb només sis torres, de les quals dues són obertes com a portes. Zaraisk té cinc esglésies, la més antiga de les quals és la catedral de Sant Nicolau, consagrada el 1681. Hi ha dues estàtues del príncep Pojarski, qui dirigí la defensa de la ciutadella el 1611, i de Dostoievski, la família del qual posseïa una casa d'estiu prop de la vila.

## Ciutats agermanades
- Popovo, Bulgària